# Holger Schober
Holger Schober, auch Holger Schober-Dufek, (* 1. Oktober 1976 in Graz) ist ein österreichischer Autor, Schauspieler und Regisseur.

## Leben
Nach einem Germanistik- und Anglistikstudium absolvierte er von 1996 bis 2000 die Schauspielausbildung am Wiener Max-Reinhardt-Seminar. Weiter hat er eine Ausbildung als Kulturmanager vom Institut für Kulturkonzepte in Wien. Seit 1997 schreibt Schober Drehbücher und Stücke für Film, Fernsehen (Mitten im 8en) und Bühne. Von 2005 bis 2007 war er im künstlerischen Leitungsteam des Theater an der Gumpendorfer Straße. Seit 2007 ist er künstlerischer Leiter der Guerilla Gorillas. 2009 bis 2011 übernahm er die künstlerische Leitung der Sparte Theater für junges Publikum am Landestheater Linz. Zudem schreibt und inszeniert er immer wieder für das Theaterhaus für junges Publikum Dschungel Wien.
Von 2013 bis 2019 spielte er in der Serie CopStories den Polizisten Roman Mohácsi.
Ende 2020 wurde bekannt gegeben, dass Schober die Nachfolge von Stephan Rabl als künstlerischer Leiter des Waldviertler Theaterfestivals Szene Bunte Wähne in Horn übernehmen wird.

## Filmografie (Auswahl)
- 2003: Polterabend
- 2004: Kommissar Rex
- 2005: SOKO Kitzbühel
- 2005: Forsthaus Falkenau – Erste Liebe
- 2005/07: Vier Frauen und ein Todesfall
- 2006, 2021: SOKO Donau (Fernsehserie, zwei Folgen)
- 2007: Die Fälscher
- 2008: Tatort – Exitus (Fernsehreihe)
- 2009: Tatort – Kinderwunsch
- 2013–2019: CopStories
- 2013: Janus
- 2013: Paul Kemp – Alles kein Problem
- 2013: Die Werkstürmer
- 2015: Planet Ottakring
- 2019: Love Machine
- 2019: Stadtkomödie – Curling for Eisenstadt
- 2019: Landkrimi – Steirerkreuz
- 2020: Wischen ist Macht – Dann geh ich halt in Häfen!
- 2022: Alles finster (Fernsehserie)
- 2023: Sterne unter der Stadt

## Auszeichnungen
- 2004: Nestroy-Nominierung als Bester Nachwuchs
- 2006: Deutscher-Jugendtheaterpreis-Nominierung für Hikikomori
- 2009: STELLA09 - Darstellender.Kunst.Preis für junges Publikum für Clyde und Bonnie